# Atemelia
Atemelia es un género de lepidópteros de la familia Yponomeutidae.

## Especies
- Atemelia compressella - Herrich-Schäffer , 1855
- Atemelia contrariella - Zeller , 1877
- Atemelia iridesma - Meyrick , 1930
- Atemelia torquatella - Lienig , 1846